# Ключевая (Краснодарский край)
Ключевая — упразднённая в 1965 году станица, вошедшая в черту города Горячий Ключ в Краснодарском крае Российской Федерации.

## География
Расположена была на реке Псекупс, между северными склонами хребтов — Котх и Пшаф.

## История
Во время Великой Отечественной войны станица была оккупирована гитлеровскими войсками в период с 19 августа 1942 года по 28 января 1943 года.
Снята с учёта 24 ноября 1965 года Решением Краснодарского краевого Совета народных депутатов № 320 от 24.11.1965, спустя две недели после получения посёлком статуса города 11 ноября.